# 夕陽号
夕陽号（ゆうひごう）は、東京都（一部便は千葉県浦安市発着 / 埼玉県さいたま市を経由）と山形県鶴岡市・酒田市を結ぶ夜行高速バスである。
全ての座席が指定のため、乗車には事前の予約が必要。

## 運行会社
- 庄内交通（酒田営業所）

※：同社担当便で多客期における増発便車両（貸切車タイプ）運用は、2014年3月31日まで庄内交通観光バス・ハイヤーの担当であったが、翌4月1日より庄内交通観光バス・ハイヤーが庄内交通に合併したため、現在は増発便も庄内交通の担当となっている。
- 国際興業バス（池袋営業所）

※：同社担当便で多客期における増発便車両（貸切車タイプ）運用については国際興業観光バスが担当。

## 概要
当初は、庄内交通と東京急行電鉄（当時。現・東急バス）との共同運行で、愛称も「日本海ハイウェイ夕陽号」だった。東急では同路線を「ミルキーウェイ号酒田線」と案内していた。その後、1998年に東急は酒田線を含む全ての夜間高速バスから撤退し、しばらくは庄内交通のみの単独運行となっていた。一方、1992年10月1日から庄内交通と国際興業の共同運行により、酒田・鶴岡 - 大宮・赤羽間「庄内・日本海ハイウェイ夕陽号」の運行を開始したが、1999年に渋谷発着の路線と統合された。統合後は、都心の経由地も渋谷 - 池袋 - 大宮の順に停車している。
2009年には新たに東京駅・秋葉原駅・上野駅発着の系統も運行を開始しており、2012年には新宿駅への乗り入れも開始した。さらに、2017年には東京ディズニーランド (TDL) 発着便も運行開始した。
運行開始時は、玉電跡地の東急バスターミナルからの発着だった（現在発着の渋谷マークシティはこの跡地に建っている）。東急バスターミナル閉鎖後には、渋谷東急イン前などが乗り場だったこともある。
なお、日本で初めてボルボ・アステローペが使用された夜行高速バスでもある（庄内交通が導入）。

## 運行経路
池袋・渋谷線（1号・2号）
渋谷駅（渋谷マークシティ） - 池袋駅西口 - 大宮駅東口 ⇔ 庄内観光物産館 - エスモールバスターミナル - 庄内町余目駅前 - イオン酒田南店 - 酒田駅前 → さかた海鮮市場前（下り便のみ停車）
東京・新宿線（51号・52号）
バスタ新宿 - 東京駅丸の内北口（オアゾ前） - 秋葉原駅 - 上野駅 ⇔ 庄内観光物産館 - エスモールバスターミナル - 庄内町余目駅前 - イオン酒田南店 - 酒田駅前 → さかた海鮮市場前（下り便のみ停車）
東京・東京ディズニーランド線（81号・82号）
東京ディズニーランド - 東京駅（乗車：八重洲南口・降車：日本橋口）JRバスターミナル ⇔ 庄内観光物産館 - エスモールバスターミナル - 庄内町余目駅前 - イオン酒田南店 - 酒田駅前 → さかた海鮮市場前（下り便のみ停車）

## 歴史
- 1988年（昭和63年）12月21日 - 渋谷 - 鶴岡・酒田間の夜行高速バス「日本海ハイウェイ夕陽号」として運行開始（1往復）。東京急行電鉄と庄内交通の共同運行で、国道7号・北陸道・関越道経由。東急側の愛称は「ミルキーウェイ」[1][2][3]。
- 1992年（平成4年）10月1日 - 赤羽・大宮 - 鶴岡・酒田間の夜行高速バス「庄内・日本海ハイウェイ夕陽号」を運行開始。国際興業と庄内交通の共同運行[4]。
- 1998年（平成10年）6月15日 - 東急バスが夜行高速バス事業から撤退。
- 1999年（平成11年）6月16日 - 庄内交通の単独運行となっていた渋谷 - 鶴岡・酒田間と、国際興業バス・庄内交通の共同運行となっていた池袋・赤羽・大宮 - 鶴岡・酒田間の路線を統合。現在の運行系統となる。
- 2004年（平成16年）12月20日～2005年（平成17年）1月20日 - 昼行便を運行（新潟県中越地震と年末年始対応のため）。
- 2005年（平成17年）11月17日 - ジャスコ酒田南店（現：イオン酒田南店）乗り入れ開始。酒田駅乗り入れを廃止。
- 2006年（平成18年）8月10日～8月16日 - 同年7月13日に羽越本線で起きた崖崩れのため、お盆の帰省ラッシュの対応で昼行便の運行を予定したが、8月9日に羽越本線が復旧したため実際の運行は無かった。
- 2008年（平成20年）
  - 7月1日 - 庄内観光物産館バス停留所を新設。
  - 10月31日 - 同日出発便をもって、酒田行のみ停車の国際興業総合案内所（池袋駅西口案内所）への停車を終了。
- 2009年（平成21年）4月1日 - 東京駅発着系統の運行を開始。また、渋谷発着便の鶴岡地区到着時刻が5分繰り下げる。
- 2010年（平成22年）12月1日 - 同日出発便より、学生割引（学割）運賃（大人運賃の2割引）を新たに設定。東京駅発着系統が木曜・金曜・土曜・日曜及び繁忙期期間のみの運行に変更。
- 2011年（平成23年）6月16日 - 庄内町余目駅前バス停留所を新設。
- 2012年（平成24年）7月13日 - 東京駅発着系統が新宿西口高速バスターミナルに延伸。あわせて下り便のみさかた海鮮市場前乗り入れ開始。
- 2014年（平成26年）4月1日 - 東京・新宿線が毎日運行となる[5]。
- 2016年（平成28年）4月4日 - 東京・新宿線の新宿駅の乗り場を、この日から供用開始したバスタ新宿に変更。
- 2017年（平成29年）
  - 4月1日 - 東京第一ホテル鶴岡からエスモールバスターミナルに変更[6]。
  - 10月1日 - 東京ディズニーランド発着便を新設[7][8]。
- 2018年（平成30年）4月1日 - この日の出発便より東京ディズニーランド発着便が東京駅（八重洲南口・日本橋口）経由となる（池袋駅西口は非経由）[9]。
- 2019年（令和元年）
  - 6月1日 - 運賃改定[10]。
  - 11月1日 - 東京ディズニーランド発着便の東京ディズニーランドのりばをバスターミナル・ウエスト（27番）に変更[11]。
- 2020年（令和2年）
  - 3月24日 - 新型コロナウイルスの影響による移動需要の減少をふまえ、この日より同年4月22日出発便まで東京ディズニーランド発着便を運休（渋谷線、新宿線は運行）[12][13]。
  - 4月12日 - この日の出発便より、渋谷線・新宿線も当面の間運休となる。また、東京ディズニーランド線の運休期間も当面の間に延長となる[14]。
  - 7月2日 - この日の出発便より新宿線の運行を再開[15]。
  - 8月31日 - この日の出発便より新宿線が当面の間運休[16]。
- 2021年（令和4年）3月11日 - この日の出発便より新宿線の運行を再開[17]。
- 2022年（令和4年）
  - 2月14日 - この日の出発便より新宿線が当面の間運休[18]。
  - 3月18日 - この日の出発便より新宿線の運行を再開[19]。
  - 4月28日 - この日の出発便より、同年5月9日出発便までの期間限定で渋谷線の運行を再開[20]。
  - 7月29日 - この日の出発便より、同年8月21日までの期間限定で渋谷線の運行を再開（同年8月29日以降は金土日月出発便のみ運行となる予定）[21]。
  - 8月1日 - 酒田駅前の再開発事業に伴い、庄交バスターミナルを移転し「酒田駅前」と改称[22]。

## 使用車両
- 庄内交通は原則ハイデッカー車（三菱ふそう・エアロエースまたはいすゞ・ガーラ)が使用されている。初代車両は夜行路線としては初の採用例となったボルボ・アステローペであった。初代車両代替時にもアステローペで代替（路線統合時に赤羽線の車両を使用）されたが、2007年度に所定車は三菱エアロバスに統一された。
- 東急は三菱スーパーエアロIIを使用していた。最後部2列以外は独立横3列シート、最後部2列は喫煙席に設定の上横4列シート（最後部列は横5列）となっており、カーテンで仕切ることができるようになっていた。
- 国際興業は原則独立横3列シート27～29人乗りのスーパーハイデッカー車またはハイデッカー車（いすゞ・ガーラ）が使用されている。かつては独立横3列シート29人乗りのいすゞ・スーパークルーザースーパーハイデッカーが使用されていた。
- お盆、年末年始等の最ピーク期には更なる増便が実施されることがあり、専用車両ではない一般観光バス車両（4列シート・概ね4号車以降）によって運行される場合があり、多いときには10台前後で運行し、台数が多いため、一度にバスターミナルへ入線できず到着号車順に乗車することになる。また渋谷マークシティに入線できる車両に限りがあるため、池袋駅西口発着となる場合もある。

### 使用車両画像一覧

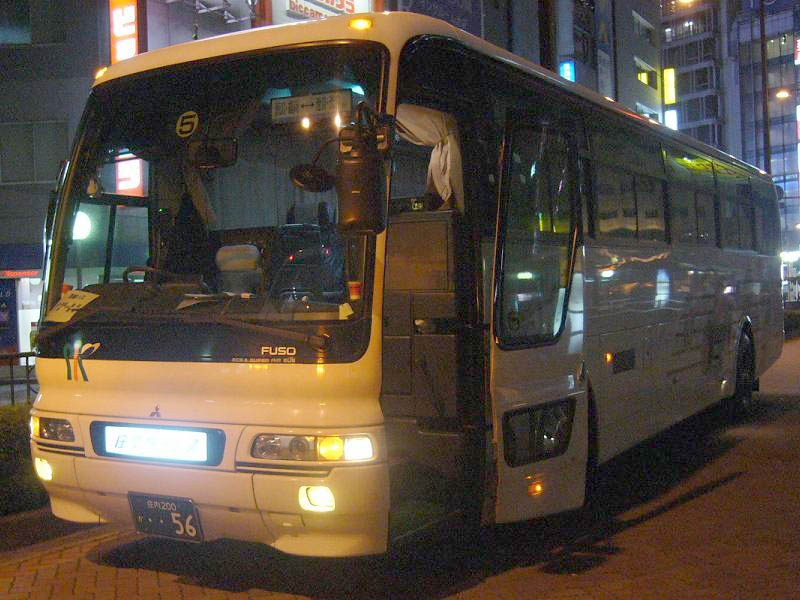
続行便に使用される貸切用車両（庄内交通）
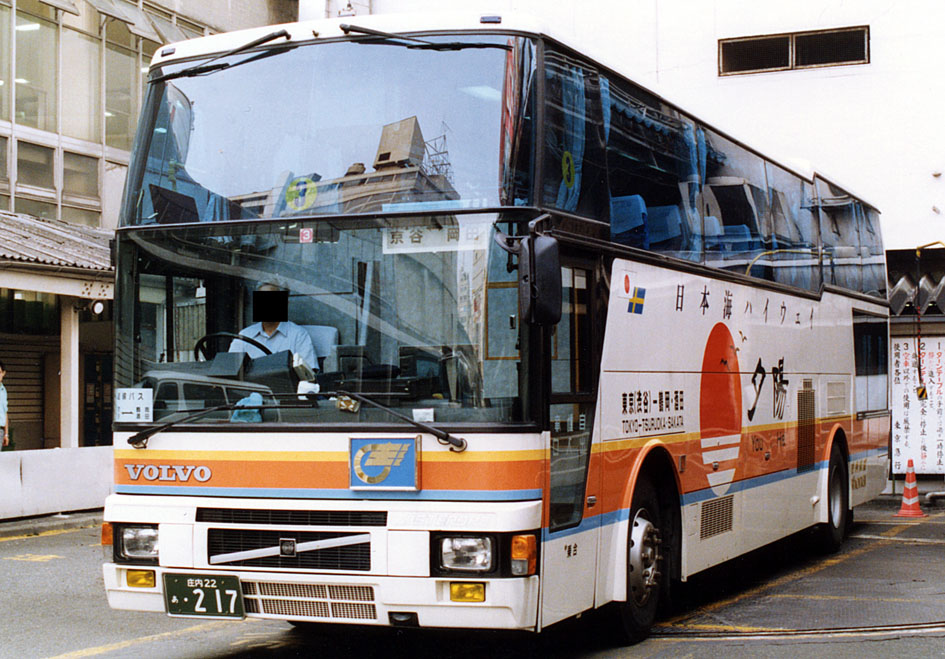
日本海ハイウェイ夕陽号（庄内交通）初代車両　※現在は廃車
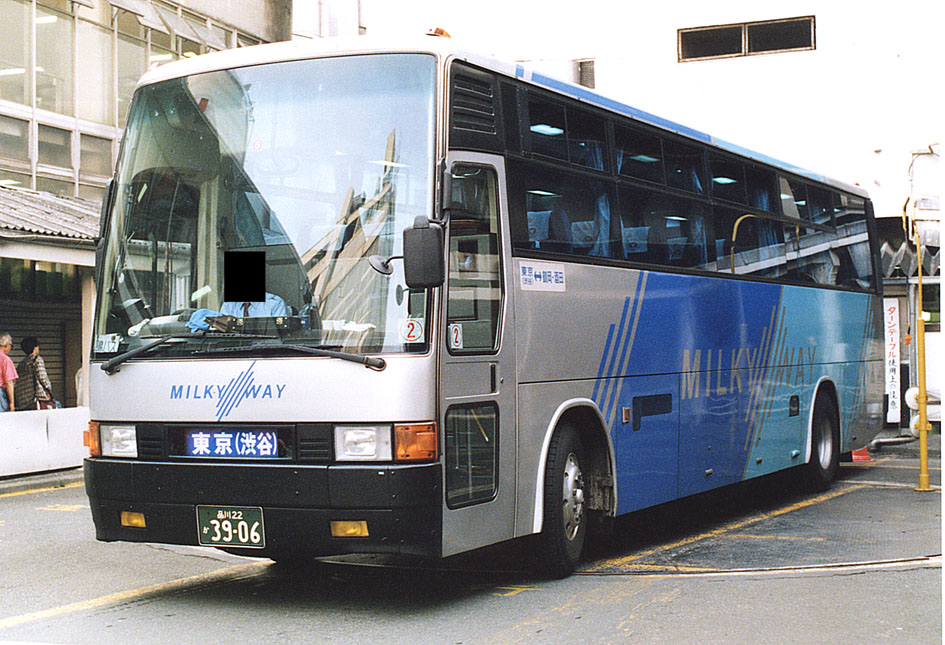
ミルキーウェイ（東京急行電鉄）
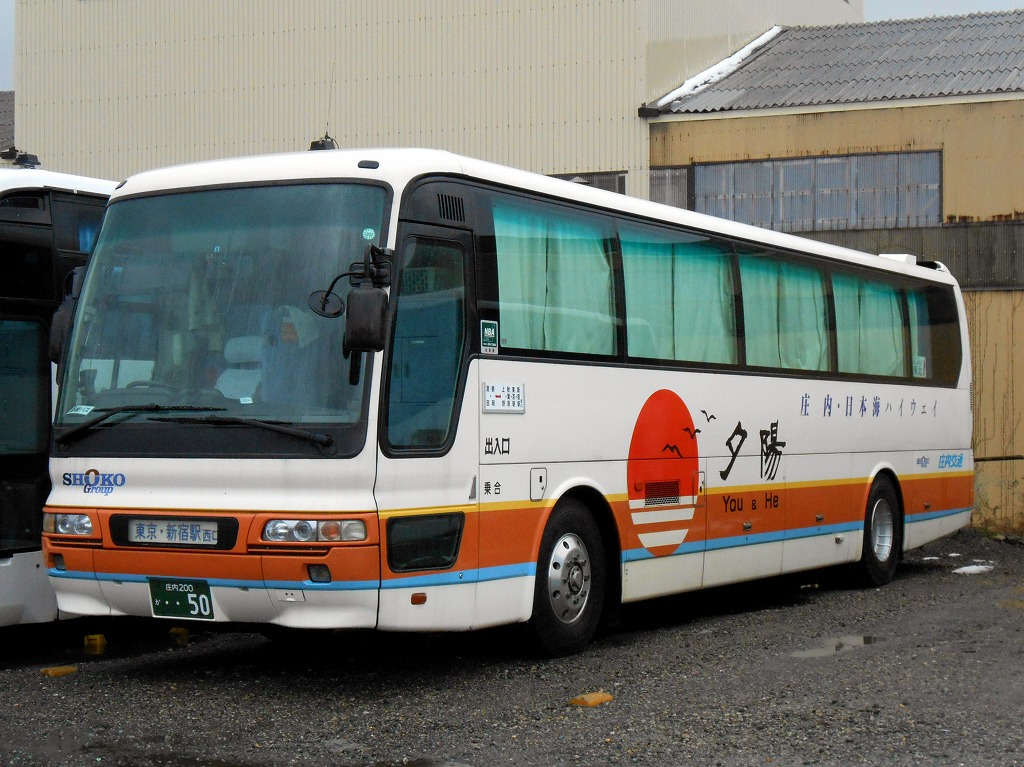
庄内交通前専用車(50号車)

## 利用状況
渋谷・池袋・大宮 - 鶴岡・酒田系統
| 年度               | 運行日数 | 運行便数 | 年間輸送人員 | 1日平均人員 | 1便平均人員 |
| 2002（平成14）年度 | 365      | 1,300    | 28,943       | 79.3        | 22.3        |
| 2003（平成15）年度 | 366      | 1,332    | 29,683       | 81.1        | 22.3        |
| 2004（平成16）年度 | 365      | 1,501    | 33,171       | 90.9        | 22.1        |
| 2005（平成17）年度 | 365      | 1,454    | 31,996       | 87.7        | 22.0        |
| 2006（平成18）年度 | 365      | 1,506    | 33,615       | 92.1        | 22.3        |
| 2007（平成19）年度 | 366      | 1,644    | 35,836       | 97.9        | 21.8        |